# Astrofotografia

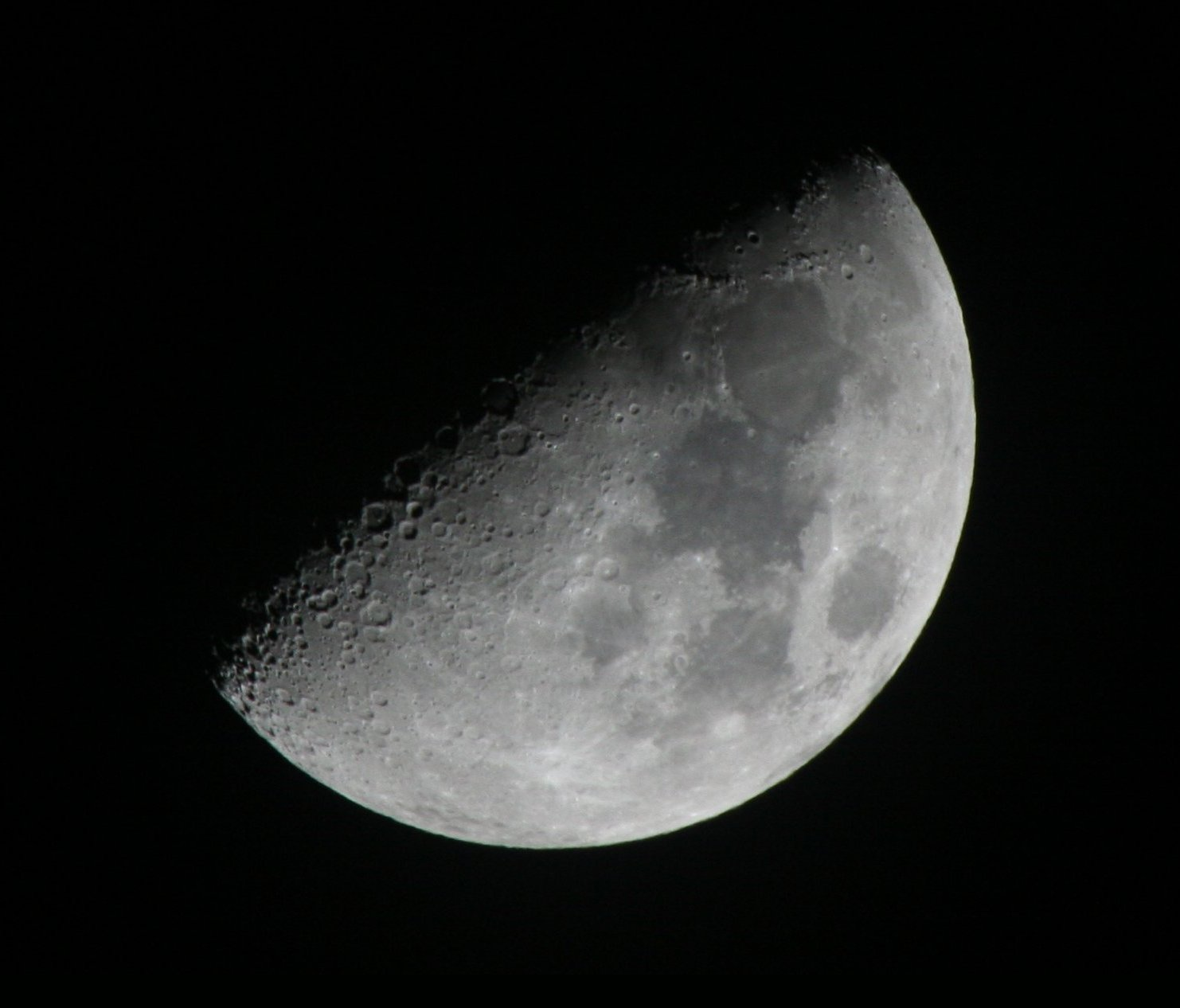
La Lluna. Fotografia realitzada a 1/250 de sg, f/11, i a una distància focal de 800 mm.

L'astrofotografia, o astrofoto, és un tipus especialitzat de fotografia que consisteix en la captació d'imatges dels cossos celestes, de vegades amb unes tècniques i un material específic. L'ús de la fotografia dins l'astronomia presenta una sèrie d'avantatges amb relació a l'observació directa, ja que a l'emulsió fotogràfica, exposada durant un temps prou llarg, també queden recollides radiacions visibles d'intensitat massa feble per poder ser percebudes per l'ull humà, fins i tot amb l'ajuda de potents telescopis.
A més l'ús d'emulsions particularment sensibles permet l'estudi dels cossos celestes que emeten radiacions compreses en zones de l'espectre lluminosos a les quals l'ull humà no és sensible. Sovint, també es fan servir sistemes digitals, basats en detectors CCD o sensors CMOS, refredats a temperatures molt baixes per disminuir el soroll electrònic. Gràcies a l'ús de filtres interferencials, també és possible obtenir fotografies només d'algunes línies espectrals, obtenint per tant informacions sobre la composició de la seva font de llum. Per a la pràctica de l'astrofotografia, poden emprar-se càmeres digitals compactes de qualitat i cost accessible, amb diferents qualitats d'òptica i opcions de configuració sobre el temps d'exposició, sensibilitat, obertura i focus, que permeten l'obtenció de bones imatges.

## Història
El desenvolupament de l'astrofotografia com a eina científica s'origina a la meitat del segle xix, majoritàriament per experimentadors i astrònoms aficionats que ja preveien, gairebé de manera revolucionària, la utilitat de retratar les estrelles.
A causa de les llargues exposicions necessàries per capturar objectes astronòmics relativament febles, aquests primers visionaris hagueren de superar moltes dificultats a nivell tècnic.
El primer intent conegut de fotografia astronòmica va ser per Louis Jacques Mandé Daguerre, inventor del procés de daguerrotip que porta el seu nom, que va intentar el 1839 fotografiar la Lluna. Els errors de seguiment en guiar el telescopi durant l'exposició perllongada van significar que la fotografia va sortir com un punt confús indistint. John William Draper, professor de química de la Universitat de Nova York, metge i científic experimentador va aconseguir realitzar la primera fotografia reeixida de la lluna un any després, el 23 de març de 1840, prenent una imatge de daguerreotip de 20 minuts amb una de 5 polzades (13 cm) telescopi reflector.

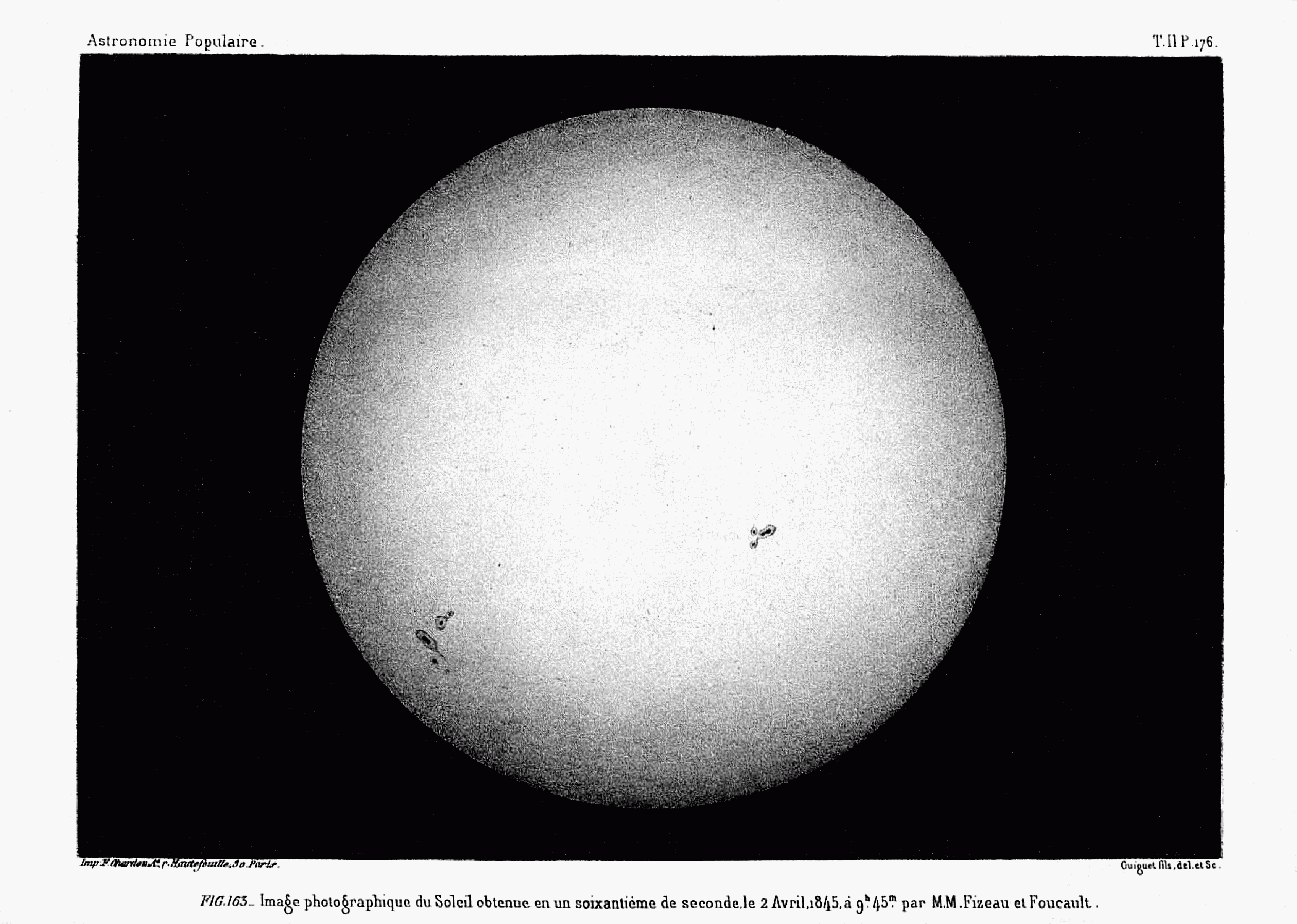
El Sol. Fotografía realitzada per Leon Foucault y Hippolyte Fizeau en un daguerrotip de 12 cm.

Els Físics francesos Leon Foucault y Hippolyte Fizeau van capturar la primera imatge del Sol el 2 de abril de 1845, necesitaren una exposició de 1/60 segons en un daguerrotip de 12 cm, en la fotografía inclús es poden observar taques solars. El físic italià Gian Alessandro Majocchi va realitzar un intent fallit d'obtenir una fotografia d'un eclipsi total de sol durant un eclipsi de sol que va tenir lloc a la seva ciutat natal, Milà, el 8 de juliol de 1842.
Tot i això, no fou fins al S. XIX quan l'astrofotografia va esdevenir una eina d'investigació de caràcter científic, gràcies a el descobriment d'una nova tècnica de processament fotogràfic basada en el Gelatinobromur. Va ser utilitzat per Sir William Huggins i la seva esposa Margaret Lindsay Huggins, en 1876, en el seu treball per registrar els espectres d'objectes astronòmics. Alguns dels treballs més rellevants d'aquesta època van ser els de Henry Draper, el primer astronom en retratar la Nebulosa d'Orió, tot emprant un telescopi refractor de 28 cm i una llarga exposició de 58 minuts, y els de Andrew Ainslie Common, astronom aficionat que va aconseguir prendre les primeres imatges de l'espai on les estrelles es mostren massa febles per ser vistes per l'ull humà.
El 1887, es va iniciar el primer projecte fotografic d'astrometría a cel obert, l'anomenat Cataleg Astrografic i Carte du Ciel. Va ser dut a terme per 20 observatoris que utilitzaren uns telescopis fotográfics especials coneguts amb el nom d'astrògrafs normals, tots amb una obertura al voltant de 13 polzades (330 mm) i una distància focal de 11 peus (3.4 m), dissenyada per crear imatges amb una escala uniforme a la placa fotogràfica d'aproximadament 60 arcsecs / mm i cobreix un camp de visió de 2n × 2n. L'intent va ser traçar amb precisió el cel fins a la magnitud 14, però mai es va completar.

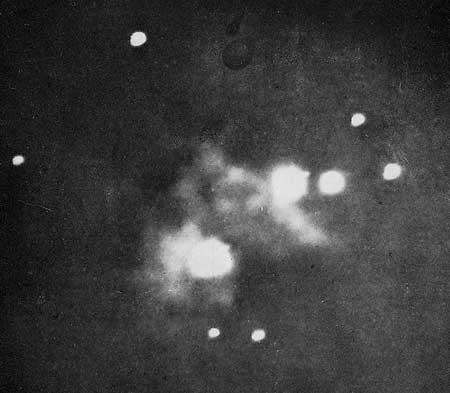
Primera fotografia de la Nebulosa d' Orió. Presa pel profesor Henry Draper en 1880.

Amb l'arribada del segle xx, la construcció dels grans telescopis esdevingué gairebé una competició a nivell mundial, bàsicament eren telescopis refractaris i telescopis reflectants grans i sofisticats dissenyats específicament per a la imatge fotogràfica. Cap a la meitat del segle, els telescopis gegants, com el Telescopi Hale de 200 (5.1 m) i el telescopi de Samuel Oschin (48 polzades) de l'Observatori Palomar, estaven empenyent els límits de la fotografia cinematogràfica.
A finals del segle XX es van produir avenços en l'obtenció d'imatges astronòmiques gràcies a la invenció de maquinari nou, amb la construcció de telescopis gegants multi-mirall i mirall segmentat. També veuria la introducció de telescopis basats en l'espai, com ara el Hubble Space Telescope. L'operació fora de la turbulència de l'atmosfera, la llum ambiental dispersa i els capricis meteorològics permeten que el Telescopi espacial Hubble, amb un diàmetre de mirall de 2,4 metres (94 in), pugui gravar estrelles fins a la magnitud 30, unes 100 vegades més dímeres que el 5 El telescopi Mount Palomar Hale podria gravar el 1949.

## Tecnologia
L'astrofotografia permet percebre l'univers d'una manera completament diferent de la visió que en tenen usualment els humans. Per una banda l'ull humà s'adapta als canvis de llum a gran velocitat i resta importància als canvis d'intensitat de llum entre llums i ombres i, per tant, no percep completament la llum que desprenen els astres. D'altra banda, l'ull humà no té la capacitat d'anar acumulant llum a la retina de forma indefinida, com ho fan les càmeres fotogràfiques. Això es dona perquè la velocitat d'obturació de l'ull (fent l'analogia amb una càmera) és d'aproximadament una centèsima de segon (1/100 segon) i per a fer astrofotografia normalment es treballa amb exposicions d'un segon a un minut.

### Tècniques
Partint d'aquesta base, i tenint en compte que s'ha de realitzar fotografia amb llargues exposicions, és a dir deixant obert l'obturador de la càmera durant més estona, i evitar tocar-la, per tal de no trepidar les imatges, hi ha les següents tècniques:  

#### Fotografia amb trípode
Els materials necessaris són una càmera amb un disparador per cable o controlat a distància i un trípode. En primer lloc, s'ha d'obrir al màxim el diafragma i s'ha de posar el temps d'exposició en B o Bulb, el qual és el mode de llargues exposicions de més d'un segon cap a infinit nombre de segons, de manera que s'haurà de prémer el disparador i deixar la càmera en exposicions de fins a una hora de durada. D'aquesta manera, el que s'aconsegueix fotografiar és el rastre lumínic circular que deixen els astres a causa de la diferència de posició en què queden els astres al voltant de l'estrella polar a mesura que la terra gira sobre si mateixa, a 15 graus per hora.

#### Fotografia amb trípode i montura ecuatorial
Un cop s'ha fet diverses proves i s'ha experimentat a partir de la tècnica anterior, probablement es voldrà començar a fotografiar els astres com a punts de llum i deixar de captar-los com un rastre lumínic. Per a evitar aquest efecte s'ha de contrarestar aquest moviment dotant a la nostra càmera d'uns motors que en sincronia amb el moviment de rotació terrestre segueixin perfectament a l'objecte i el mantinguin en la mateixa posició durant tota l'exposició, aconseguint l'efecte com si l'objecte estigués immòbil en el cel. La tecnologia que permet proporcionar a la càmera d'aquest moviment són bases o muntures motoritzades conegudes amb el nom de "muntures equatorials". En comptar amb una muntura d'aquest tipus hi haurà la possibilitat d'allargar encara més els temps d'exposició per tal de detectar objectes encara més febles. És a dir, podrem anar acumulant la llum d'objectes que ni tan sols podem distingir a simple vista. La muntura ha de ser rígida, ja que qualsevol vibració per molt lleu que sigui o moviment indesitjat produeix que les fotografies surtin "mogudes".
Un exemple d'aquest tipus de tecnologia en seria l'Omegon Montura Mini Track LX2, una solució tècnica prèvia a la utilització del telescopi com a eina principal per a aquest tipus de fotografia.

#### Fotografia amb telescopi i muntura ecuatorial
Finalment, una vegada que es compta amb una muntura d'aquest tipus, és possible complementar l'equip fotogràfic amb un teleobjectiu o, millor encara, un telescopi per a obtenir imatges més detallades d'alguns dels astres. Disposar d'aquest tipus d'equip obre un ventall enorme de possibilitats, ja que ara serà possible obtenir imatges de regions de formació estel·lar, galàxies llunyanes amb els seus enormes braços espirals, cúmuls d'estrelles (alguns amb més de 10,000 estrelles) i nebuloses, aquestes últimes podran ser captades amb una gran quantitat de colors produïts per la ionització dels seus gasos i la pols continguda en elles.